# Wolke 9
Wolke 9 ist ein Film von Andreas Dresen aus dem Jahr 2008. Er thematisiert Liebe und Sex im Alter und feierte seine Premiere im Rahmen der Filmfestspiele von Cannes 2008.

## Handlung
Inge geht auf die 70 zu und ist seit dreißig Jahren mit dem älteren Werner verheiratet. Die Ehe verläuft routiniert, ist aber noch intakt. Die beiden haben Sex miteinander und sind bis dato glücklich. Sie ist Änderungsschneiderin und er ist pensionierter Lehrer, der sich die „Eisenbahn“ zum Hobby gemacht hat. 
Als Inge für den noch älteren Karl (76) eine Hose ändert, beginnt sie eine Affäre mit ihm. Erst kämpft sie noch dagegen an, weil sie ihre Ehe nicht aufs Spiel setzen will, doch gegen ihre Gefühle ist sie machtlos. Nachdem sie sich ihrer Tochter Petra (Werners Stieftochter) anvertraut hat und von ihr den Rat bekommt, Werner nichts zu sagen, beichtet Inge schließlich ihre neue Liebe. Es kommt zum Streit und sie zieht zu Karl. Nach einem gemeinsamen Familienfest gehen die Eheleute noch ein Stück zusammen und erinnern sich an gemeinsam Erlebtes. Später trennt sich Inge von Werner, der es scheinbar verkraftet. 
Eines Nachts erhält sie einen Anruf von Petra, von der sie erfährt, dass Werner sich umgebracht hat. Nach der Beerdigung lebt Inge bei Karl.

## Hintergrund
Der deutschen Presse-Agentur (dpa) gegenüber äußerte Dresen: „Es hat mich angeödet, dass die Gesellschaft immer älter wird, es aber nicht die dazugehörigen Bilder gibt – Liebe und Sex hören ab einem bestimmten Alter scheinbar auf zu existieren.“
Der Titel leitet sich von dem Ausdruck Cloud Nine ab, der englischen Entsprechung der deutschen Redensart „auf Wolke sieben sein“. Es gibt auch einen gleichnamigen Song der US-amerikanischen Gesangsformation The Temptations, in einem Interview mit dem Hamburger Abendblatt bezieht sich Andreas Dresen jedoch explizit auf den Song Nobody loves you (When You’re Down And Out) von John Lennon, der die Textzeile „Nobody knows you, when you’re on cloud nine“ enthält. Der Filmtitel Wolke 9 drücke, so Dresen, „sowohl die Größe des Gefühls als auch die größere Fallhöhe aus.“ Der Film selbst verzichtet hingegen nahezu völlig auf Filmmusik.
2008 kam der Film gemeinsam mit Tom Schreibers Dr. Alemán, Doris Dörries Kirschblüten – Hanami und Dennis Gansels Die Welle in die engere Auswahl, als deutscher Bewerber für den Auslands-Oscar nominiert zu werden, hatte aber gegenüber Uli Edels Der Baader Meinhof Komplex das Nachsehen.

## Kritiken
Bei seiner Premiere in Cannes wurde der Film begeistert aufgenommen, es gab zehn Minuten Beifall im Stehen. Die Süddeutsche Zeitung nennt Wolke 9 einen „mutigen und bewegenden Film“, der „eine leidenschaftliche und tragische Liebesgeschichte zwischen alten Menschen in Berlin“ erzählt.
Laut Lexikon des internationalen Films ist Wolke 9 „ein ebenso radikales wie ergreifendes Meisterwerk mit vorzüglichen Darstellern, die das Tabuthema Sex im Alter mit großer Natürlichkeit, ohne Scheu und Hemmungen angehen. Vor allem aber beeindrucken die stillen, intimen Momente, die aufrichtigen Dialoge, die aus der jeweiligen Situation heraus improvisiert wurden, sowie der zurückhaltend dosierte Humor.“
Christina Krisch schreibt in der Kronen Zeitung, der Film zeige, dass Liebeskummer keine Teeniekrankheit sei. Wer in dem Wissen um die eigene Endlichkeit den Augenblick sinnlich zu genießen wisse und falsche Scham in die Bettlade sperren würde, den würde auch das späte Glück umarmen – ganz ohne Genierer.
Nach Ansicht von Georg Seeßlen lebt „der Film Wolke 9 […] auch von der genauen Beobachtung der Dinge. Jedes Detail auf einem Frühstückstisch erzählt seine Geschichte. Eine Tapete scheint, mit dem Wechsel der Empfindungen der Menschen vor ihr, selber den Ausdruck zu wechseln, eine Kaffeemaschine, die eben noch nach verlässlicher Alltagsordnung klang, macht auf einmal böse, fast unerträgliche Gefühlsmusik.“

## Auszeichnungen
Der Film lief bei den Filmfestspielen in Cannes in der Nebenreihe Un Certain Regard und gewann dort den Coup-de-Cœur-Preis. Monate später wurden Hauptdarstellerin Ursula Werner und Regisseur Andreas Dresen für den Europäischen Filmpreis 2008 nominiert. 2009 erhielt der Film Nominierungen für den Deutschen Filmpreis in den Kategorien Bester Spielfilm, Beste Hauptdarstellerin (Ursula Werner) und Regie. Dresen und Werner erhielten den Preis, während Wolke Neun mit dem Filmpreis in Bronze ausgezeichnet wurde. Beim Bayerischen Filmpreis 2008 wurden Ursula Werner als beste Darstellerin und Michael Hammon für die beste Bildgestaltung ausgezeichnet.

## Hörfilm
2009 erstellte die Deutsche Hörfilm GGmbH eine Audiodeskription des Films, die auch auf der DVD zu finden ist und 2010 für den deutschen Hörfilmpreis nominiert wurde. Die Bildbeschreibungen werden von Uta Maria Torp gesprochen.